# Agny
Ne doit pas être confondu avec Agny (rivière).
Agny est une commune française située dans le département du Pas-de-Calais en région Hauts-de-France. Ses habitants sont appelés les Agninois.
La commune fait partie de la communauté urbaine d'Arras qui regroupe 46 communes et compte 109 776 habitants en 2021.

## Géographie

### Localisation
Agny est située dans l'Artois, dans les Hauts-de-France, à 5 km au sud-ouest d'Arras.
Le territoire de la commune est limitrophe de ceux de cinq communes.
Les communes limitrophes sont Achicourt, Mercatel, Wailly, Beaurains et Ficheux.

### Géologie et relief
La superficie de la commune est de 6,05 km2 ; son altitude varie de 65  à   98 mètres.
Agny est situé à environ 70 mètres d'altitude. Son sol est composé de craie, un type de roche sédimentaire calcaire blanche qui fut notamment exploitée pour l'édification de bâtiments. Le sol est également composé de silex et d'argile. L'argile a été utilisée pour la fabrication des briques servant à la construction de bâtiment ainsi que pour la décoration des façades, au XXe siècle.

### Hydrographie
Le territoire de la commune est situé dans le bassin Artois-Picardie.
La commune est drainée par la rivière le Crinchon, un affluent en rive-droite de la Scarpe (et donc un sous-affluent de l'Escaut) qui prend sa source à Bailleulmont et se jette dans la rivière Scarpe au niveau de la commune de Saint-Nicolas.

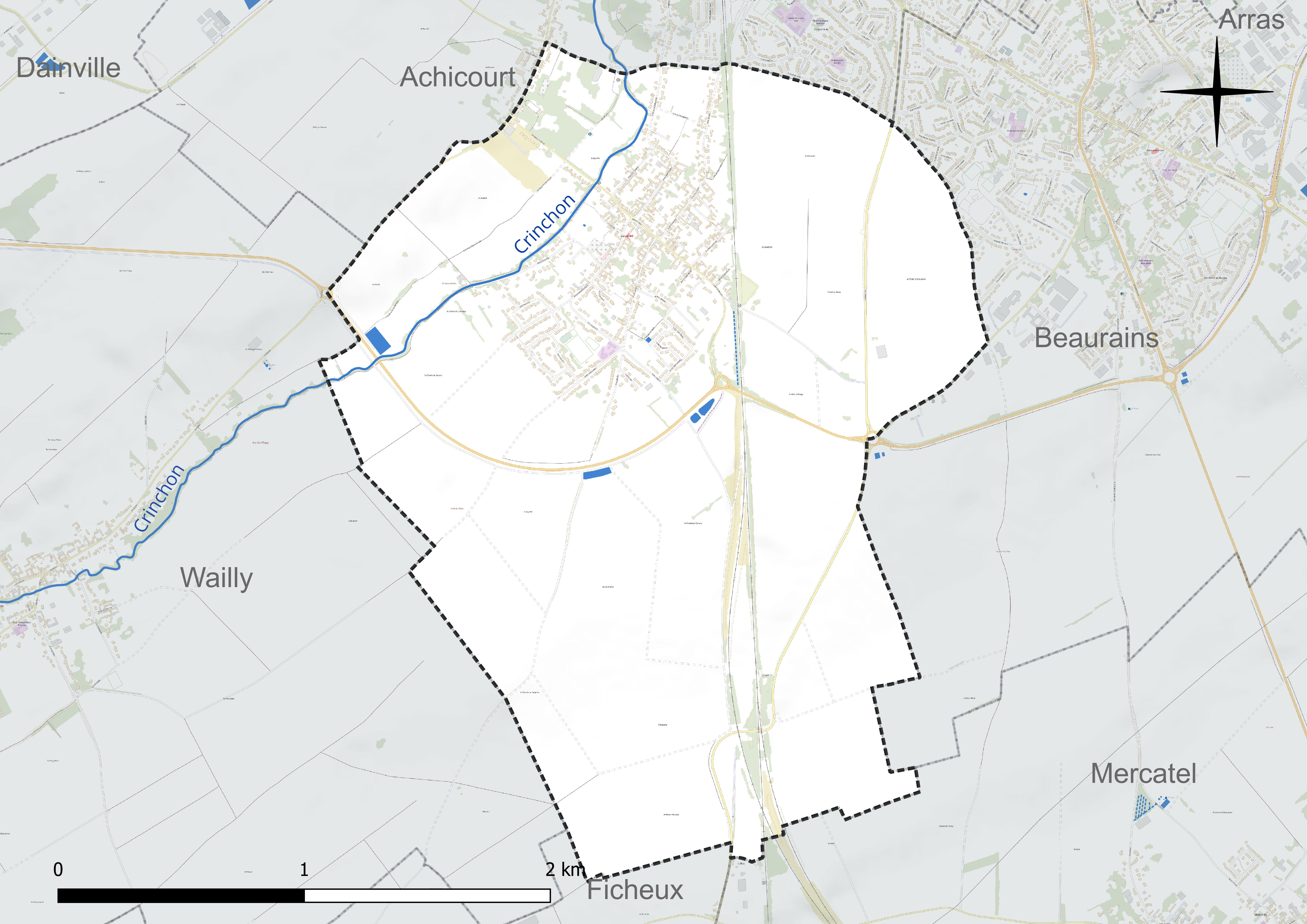
Réseau hydrographique d'Agny.

### Climat
Pour des articles plus généraux, voir Climat des Hauts-de-France et Climat du Pas-de-Calais.
En 2010, le climat de la commune est de type climat océanique dégradé des plaines du Centre et du Nord, selon une étude du CNRS s'appuyant sur une série de données couvrant la période 1971-2000. En 2020, Météo-France publie une typologie des climats de la France métropolitaine dans laquelle la commune est exposée à un climat océanique et est dans la région climatique Nord-est du bassin Parisien, caractérisée par un ensoleillement médiocre, une pluviométrie moyenne régulièrement répartie au cours de l’année et un hiver froid (3 °C).
Pour la période 1971-2000, la température annuelle moyenne est de 10,4 °C, avec une amplitude thermique annuelle de 14,1 °C. Le cumul annuel moyen de précipitations est de 746 mm, avec 11,8 jours de précipitations en janvier et 9 jours en juillet. Pour la période 1991-2020, la température moyenne annuelle observée sur la station météorologique la plus proche, située sur la commune de Wancourt à 8 km à vol d'oiseau, est de 10,8 °C et le cumul annuel moyen de précipitations est de 711,4 mm,. Pour l'avenir, les paramètres climatiques de la commune estimés pour 2050 selon différents scénarios d'émission de gaz à effet de serre sont consultables sur un site dédié publié par Météo-France en novembre 2022.

### Paysages
Pour un article plus général, voir Paysage en France.
La commune s’inscrit dans les « paysages des grandes plaines arrageoises et cambrésiennes » tels qu'ils sont définis dans l'atlas de paysages de la région Nord-Pas-de-Calais, conçu par la direction régionale de l'Environnement, de l'Aménagement et du Logement (DREAL),. 
Ces « paysages des grandes plaines arrageoises et cambrésiennes », qui concernent 238 communes, sont constitués de 80,36 % de cultures, de 8,01 % d'espaces artificialisés avec les communes principales de Cambrai, Caudry, Bapaume et Avesnes-le-Comte, de 7,25 % de prairies naturelles, permanentes, de 3,19 % de forêts et de milieux semi-naturels, 0,77 % de friches industrielles, de 0,38 % de cours d'eau et plan d'eau et de 0,04 % d’espaces industriels. Ces paysages sont dominés par les « grandes cultures » de céréales et de betteraves industrielles qui représentent 70 % de la surface agricole utilisée (SAU).

## Urbanisme

### Typologie
Au 1er janvier 2024, Agny est catégorisée ceinture urbaine, selon la nouvelle grille communale de densité à sept niveaux définie par l'Insee en 2022.
Elle appartient à l'unité urbaine d'Arras, une agglomération intra-départementale regroupant 15  communes, dont elle est une commune de la banlieue,,. Par ailleurs la commune fait partie de l'aire d'attraction d'Arras, dont elle est une commune de la couronne,. Cette aire, qui regroupe 163 communes, est catégorisée dans les aires de 50 000 à moins de 200 000 habitants,.

### Occupation des sols
L'occupation des sols de la commune, telle qu'elle ressort de la base de données européenne d’occupation biophysique des sols Corine Land Cover (CLC), est marquée par l'importance des territoires agricoles (88,3 % en 2018), en diminution par rapport à 1990 (89,3 %). La répartition détaillée en 2018 est la suivante : 
terres arables (81,8 %), zones urbanisées (11,7 %), zones agricoles hétérogènes (6,5 %). L'évolution de l’occupation des sols de la commune et de ses infrastructures peut être observée sur les différentes représentations cartographiques du territoire : la carte de Cassini (XVIIIe siècle), la carte d'état-major (1820-1866) et les cartes ou photos aériennes de l'IGN pour la période actuelle (1950 à aujourd'hui).

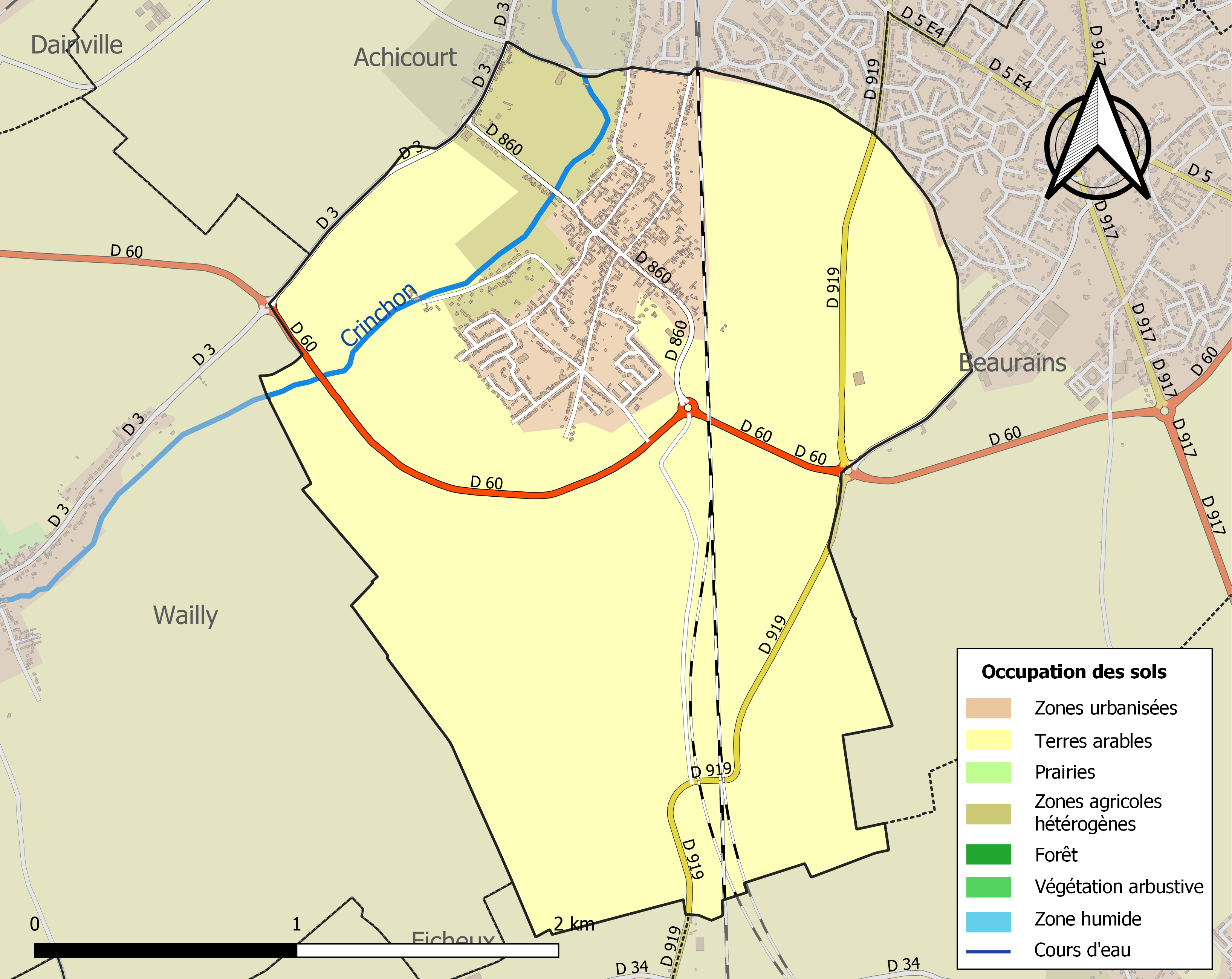
Carte des infrastructures et de l'occupation des sols de la commune en 2018 (CLC).

### Voies de communication et transports
Le territoire de la commune est traversé, du nord au sud par la ligne de chemin de fer de Paris à Lille.

Le 4 décembre 1947, la voie ayant été déboulonnée sur 30 mètres, l'express Paris-Lille déraille entraînant la mort de 20 passagers.
La commune se trouve sur la ligne 8 du réseau de bus Artis une filiale de Keolis dont la communauté urbaine d'Arras est l'autorité organisatrice.

### Risques naturels et technologiques
Le risque sismique est faible sur l'ensemble du territoire communal (zone 2 sur 5 du zonage mis en place en mai 2011), comme dans la majorité du Pas-de-Calais.

## Toponymie
Le nom de la localité est attesté sous les formes Agni en 1154, Aingni en 1261, Aignisen 1300, Aigni au XVIe siècle jusqu'en 1793 où la commune fut appelée Agny[réf. nécessaire].

## Histoire
Le château, détruit lors de la première guerre mondiale, est représenté à l'est, ainsi qu'un moulin à vent en bois aujourd'hui disparu.

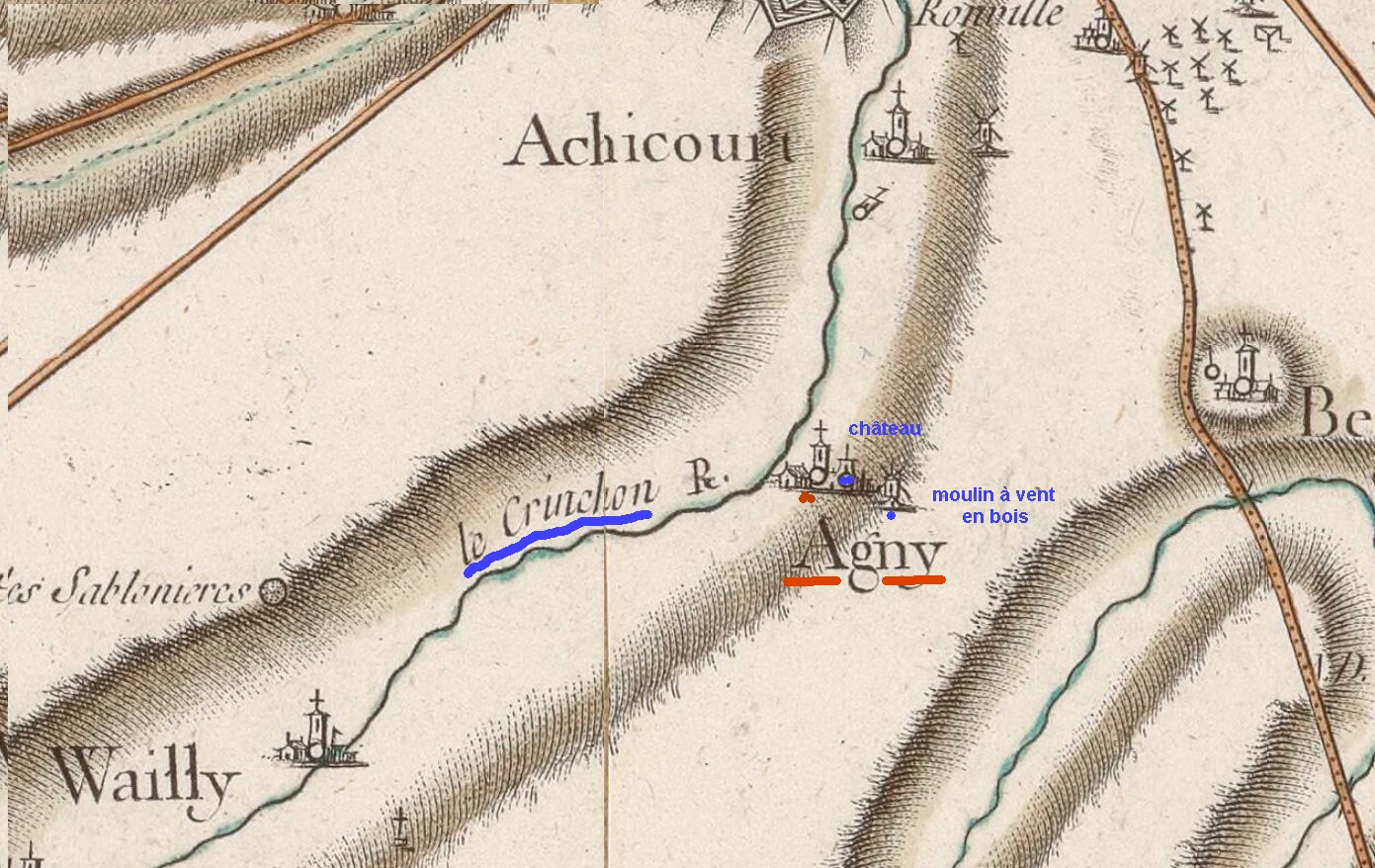
Carte de Cassini du secteur vers 1750.

La Première Guerre mondiale : la guerre éclate en août 1914 et dès septembre les troupes cantonnent sur le territoire.
Bien vite, le front s'installe à Agny. Il se situe à proximité de la voie ferrée. Un site, chemin du Buisson, offre la possibilité d'appréhender le théâtre des opérations.
En octobre 1914, un affrontement violent permet à l'armée allemande de progresser.
Mais la bataille la plus cruelle a lieu le 25 septembre 1915. Le 135e régiment d'Infanterie, dont une rue porte le nom, comptera à lui seul 38 officiers et 1 162 hommes tués, blessés ou disparus.
Malgré l'âpreté des combats pendant le conflit, la mairie, édifiée en 1860, ne fut pas détruite.

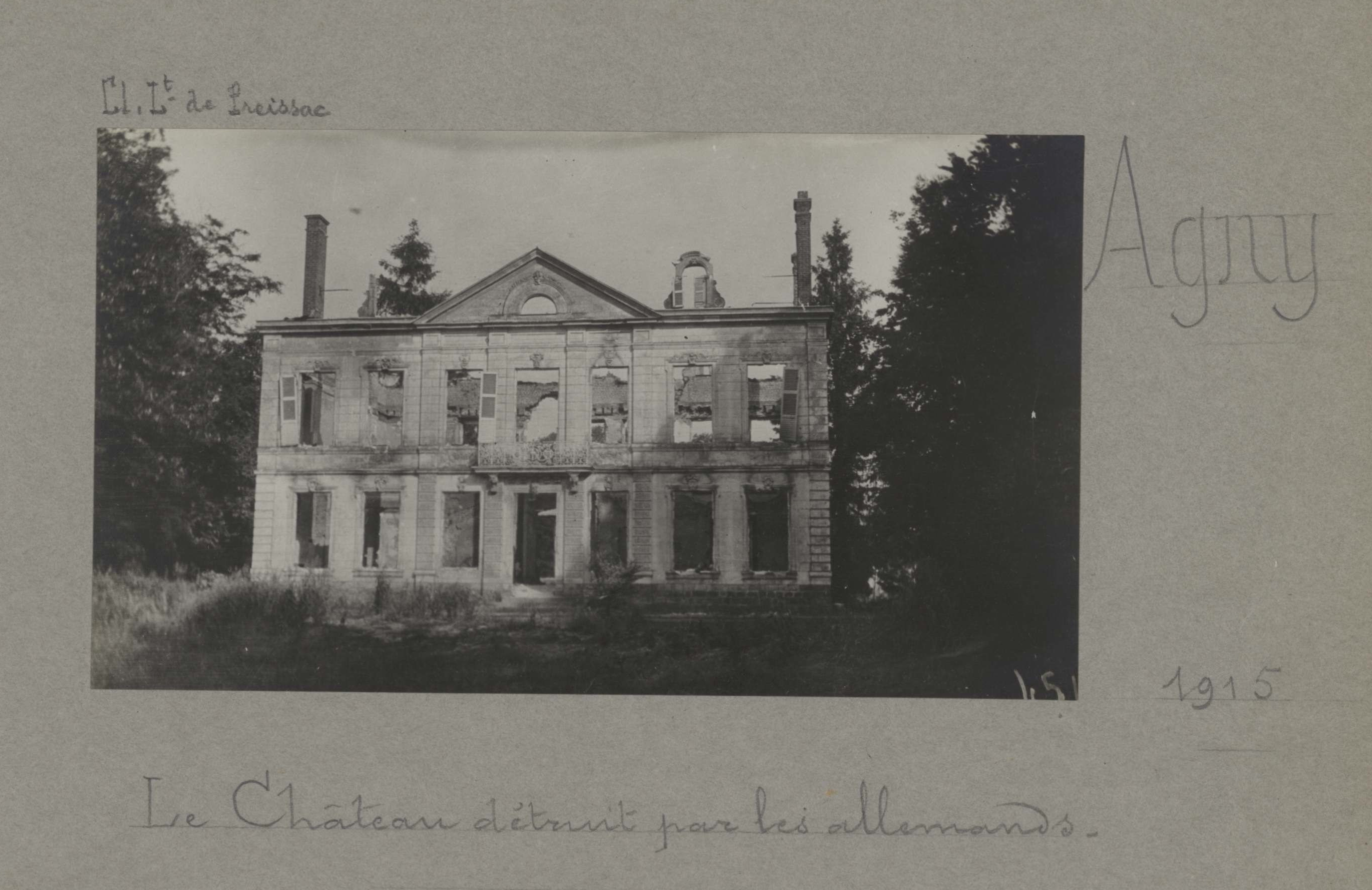
Le château d'Agny incendié par les Allemands en 1915.

La commune est décorée de la croix de guerre 1914-1918 par décret du 23 septembre 1920, distinction également attribuée à 276 autres communes du Pas-de-Calais.

## Politique et administration

### Découpage territorial
La commune se trouve dans l'arrondissement d'Arras du département du Pas-de-Calais.

#### Commune et intercommunalités
La commune fait partie de la communauté urbaine d'Arras, un établissement public de coopération intercommunale (EPCI) à fiscalité propre créé en 1998 et qui a succédé au district urbain d'Arras auquel Agny avait adhéré en 1966.

#### Circonscriptions administratives
La commune faisait partie depuis 1801 du canton d'Arras-Sud. Dans le cadre du redécoupage cantonal de 2014 en France, cette circonscription administrative territoriale a disparu, et le canton n'est plus qu'une circonscription électorale.
Pour les élections départementales, la commune fait partie depuis 2014 du canton d'Arras-3

#### Circonscriptions électorales
Pour l'élection des députés, elle fait partie de la deuxième circonscription du Pas-de-Calais.

### Élections municipales et communautaires
Traditionnellement une terre socialiste jusqu'en 2012, la tendance majoritaire de ville a évolué depuis le début des années 2010 vers la droite et l'extrême droite,,,,,,.

#### Administration municipale
Le nombre d'habitants au dernier recensement étant compris entre 1 500 à 2 499 habitants, le nombre de membres du conseil municipal est de 19 conseillers.

#### Politique locale
Au terme des élections municipales de 2020 dans le Pas-de-Calais remportées avec quatre voix d'avance par la liste du maire sortant, de fortes tensions apparaissent au sein du conseil municipal juste élu, amenant à la démission neuf conseillers municipaux lors de sa première séance de la mandature 2020-2026,. L'effectif du conseil municipal étant alors inférieur au minimum requis, des élections municipales complémentaires sont organisées les 4 et 11 octobre 2020, qui voient au premier tour la large défaite de la liste menée par le maire sortant Didier Thuilot au devancée par celle de son opposant Pascal Dutoit et celle menée par Christophe Avronsart, et, au second tour, la victoire de la liste menée par Pascal Dutoit, qui obtient 15 des 19 sièges du conseil municipal,

#### Liste des maires
| Période                                  | Période                       | Identité       | Étiquette | Qualité                                                           |
| ---------------------------------------- | ----------------------------- | -------------- | --------- | ----------------------------------------------------------------- |
| Les données manquantes sont à compléter. |                               |                |           |                                                                   |
| mars 1977                                | mars 2011                     | Pierre Berquez | PS        | Démissionnaire                                                    |
| avril 2011                               | octobre 2020                  | Didier Thuilot | DVG       | Mandat écourté par la démission d'une partie du conseil municipal |
| octobre 2020                             | En cours (au 22 octobre 2020) | Pascal Dutoit  |           | Ingénieur et cadre technique d'entreprise                         |

### Autres élections

#### Élection présidentielle de 2012
À l’élection présidentielle française de 2012, le premier tour, avec 1 274 voix exprimées (76,12 %), a vu arriver en tête François Hollande avec 388 voix (29,98 % des votants) suivi de Nicolas Sarkozy avec 296 voix (22.87 % des votants), Marine Le Pen avec 271 voix (20.94 % des votants) et Jean-Luc Mélenchon avec 145 voix (11.21 % des votants). Le second tour, avec 1 270 voix exprimées (74,71 %), a vu arriver en tête  François Hollande avec 696 voix (54.80 % des votants) suivi de Nicolas Sarkozy avec 574 voix (45.20 % des votants).

#### Élection présidentielle de 2017
À l'élection présidentielle de 2017, le premier tour, avec 1 282 voix exprimées (80,58 %), a vu arriver en tête Marine Le Pen avec 334 voix (26.05 % des votants) suivi de Emmanuel Macron avec 314 voix (24.49 % des votants), Jean-Luc Mélenchon avec 218 voix (17.00 % des votants) et François Fillon avec 179 voix (13.96 % des votants). Le second tour, avec 1 102 voix exprimées (69,26 %), a vu arriver en tête Emmanuel Macron avec 639 voix (57.99 % des votants) suivi de Marine Le Pen avec 463 voix (42.01 % des votants).

## Équipements et services publics

### Justice, sécurité, secours et défense
La commune dépend du tribunal judiciaire d'Arras, du conseil de prud'hommes d'Arras, de la cour d'appel de Douai, du tribunal de commerce d'Arras, du tribunal administratif de Lille, de la cour administrative d'appel de Douai et du tribunal pour enfants d'Arras.

## Population et société

### Démographie
Les habitants de la commune sont appelés les Agugnois.

#### Évolution démographique
L'évolution du nombre d'habitants est connue à travers les recensements de la population effectués dans la commune depuis 1793. Pour les communes de moins de 10 000 habitants, une enquête de recensement portant sur toute la population est réalisée tous les cinq ans, les populations de référence des années intermédiaires étant quant à elles estimées par interpolation ou extrapolation. Pour la commune, le premier recensement exhaustif entrant dans le cadre du nouveau dispositif a été réalisé en 2005.

En 2022, la commune comptait 1 863 habitants, en évolution de −3,52 % par rapport à 2016 (Pas-de-Calais : −0,72 %, France hors Mayotte : +2,11 %).
| 1793 | 1800 | 1806 | 1821 | 1831  | 1836  | 1841  | 1846  | 1851  |
| ---- | ---- | ---- | ---- | ----- | ----- | ----- | ----- | ----- |
| 608  | 721  | 798  | 917  | 1 003 | 1 007 | 1 006 | 1 052 | 1 053 |

| 1856  | 1861  | 1866  | 1872  | 1876  | 1881  | 1886  | 1891  | 1896  |
| ----- | ----- | ----- | ----- | ----- | ----- | ----- | ----- | ----- |
| 1 017 | 1 100 | 1 086 | 1 075 | 1 066 | 1 072 | 1 101 | 1 055 | 1 034 |

| 1901  | 1906  | 1911  | 1921 | 1926 | 1931 | 1936 | 1946 | 1954 |
| ----- | ----- | ----- | ---- | ---- | ---- | ---- | ---- | ---- |
| 1 047 | 1 064 | 1 070 | 728  | 837  | 857  | 834  | 831  | 885  |

| 1962  | 1968  | 1975  | 1982  | 1990  | 1999  | 2005  | 2006  | 2010  |
| ----- | ----- | ----- | ----- | ----- | ----- | ----- | ----- | ----- |
| 1 033 | 1 083 | 1 291 | 1 232 | 1 963 | 1 954 | 1 845 | 1 871 | 1 958 |

| 2015  | 2020  | 2022  | - | - | - | - | - | - |
| ----- | ----- | ----- | - | - | - | - | - | - |
| 1 938 | 1 891 | 1 863 | - | - | - | - | - | - |

#### Pyramide des âges
En 2018, le taux de personnes d'un âge inférieur à 30 ans s'élève à 30,7 %, soit en dessous de la moyenne départementale (36,7 %). À l'inverse, le taux de personnes d'âge supérieur à 60 ans est de 29,0 % la même année, alors qu'il est de 24,9 % au niveau départemental.
En 2018, la commune comptait 925 hommes pour 981 femmes, soit un taux de 51,47 % de femmes, légèrement inférieur au taux départemental (51,5 %).
Les pyramides des âges de la commune et du département s'établissent comme suit.
| Hommes | Classe d’âge | Femmes |
| ------ | ------------ | ------ |
| 0,5    | 90 ou +      | 0,7    |
| 3,6    | 75-89 ans    | 7,3    |
| 22,1   | 60-74 ans    | 23,6   |
| 20,9   | 45-59 ans    | 21,4   |
| 18,8   | 30-44 ans    | 19,4   |
| 14,4   | 15-29 ans    | 11,3   |
| 19,6   | 0-14 ans     | 16,2   |

| Hommes | Classe d’âge | Femmes |
| ------ | ------------ | ------ |
| 0,5    | 90 ou +      | 1,6    |
| 5,6    | 75-89 ans    | 8,9    |
| 16,7   | 60-74 ans    | 18,1   |
| 20,2   | 45-59 ans    | 19,2   |
| 18,9   | 30-44 ans    | 18,1   |
| 18,2   | 15-29 ans    | 16,2   |
| 19,9   | 0-14 ans     | 17,9   |

## Économie

### Revenus et fiscalité
En 2019, dans la commune, il y a 796 ménages fiscaux qui comprennent 1920 personnes pour un revenu médian disponible par unité de consommation de 22 960 euros, soit supérieur au revenu national qui est de 21 930 euros,.

## Culture locale et patrimoine

### Lieux et monuments

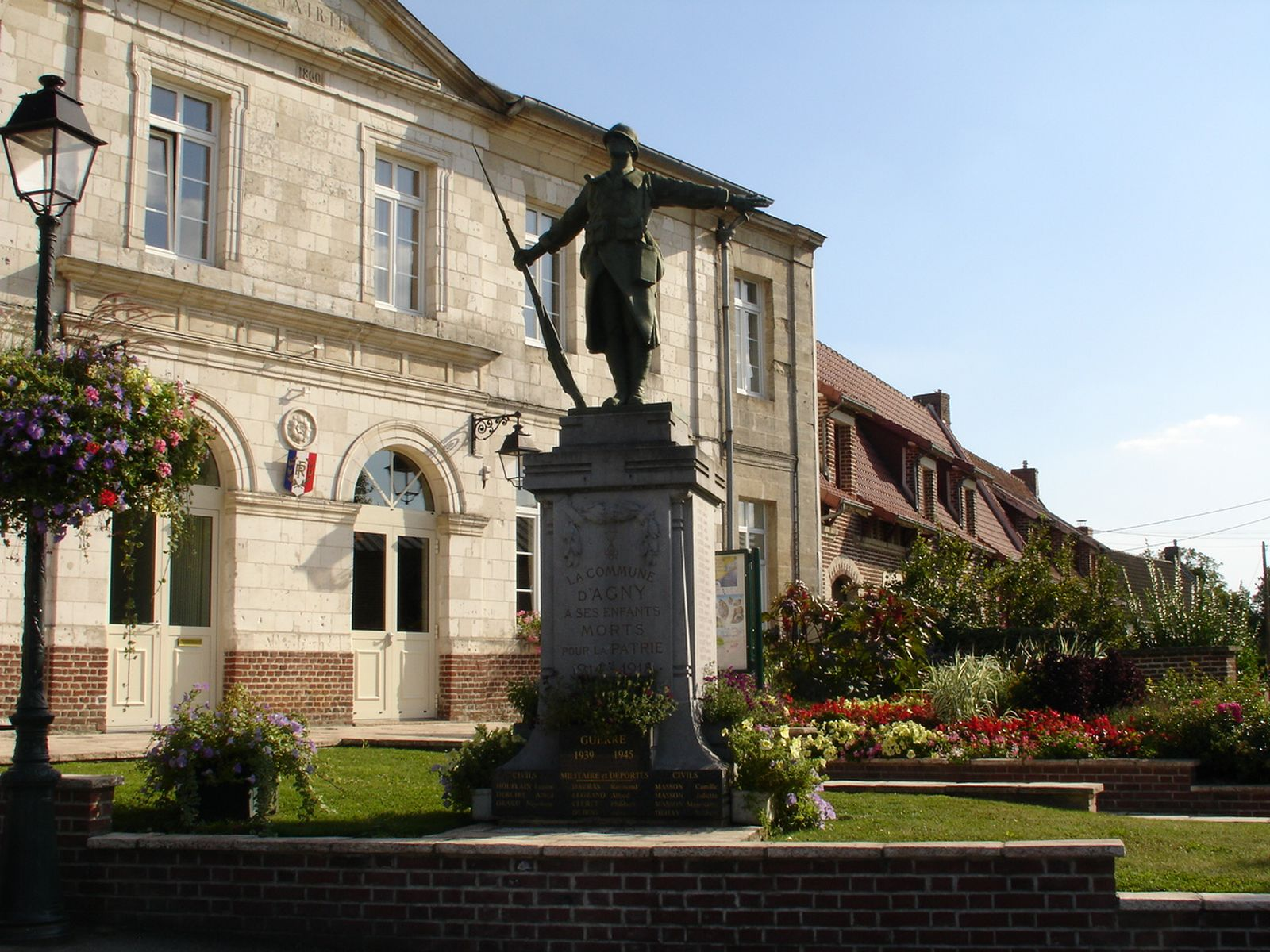
Le monument aux morts.

#### Monuments
- La mairie date de 1860 et se situe au 3 rue Ferdinand Buisson. Elle est édifiée, en pierre blanche.
- Le mémorial du 135e Régiment d’infanterie d’Angers a été inauguré en 2005 en hommage aux soldats venus de l’Anjou pendant la troisième offensive de l’Artois ont eu lieu du 25 septembre au 14 octobre 1915. Les troupes françaises du 135e Régiment d’infanterie d’Angers ont pris la première ligne allemande et une partie de la seconde avant de devoir se replier. Dans les combats, on a dénombré en une demi-journée 2 500 morts, dont 1 162 pour ce seul régiment[52].
- Le monument aux morts construit en granit de Belgique est constitué d'ornements tel qu'une guirlande, d'une croix de guerre et d'une statue en fonte bronzée (modèle : Poilu "on ne passe pas"). Il commémore les conflits qui ont eu lieu pendant les Première et Seconde Guerres mondiales. Il fut acheté pour un prix de 22 000 francs[53]  au marbrier arrageois Octave Bouchez[54] connu pour avoir installé de nombreux monuments aux morts dans la région d'Arras, avoir occupé plusieurs fonctions syndicales et administratives éminentes et avoir reçu plusieurs décorations pour services désintéressés rendus à la communauté (médaille d’argent de la Mutualité, médaille de bronze d’Hygiène et de Prévoyance sociale)[55].

| Noms                              | Grades               | Régiments                                            | Dates     | Notes                                                                                      |
| --------------------------------- | -------------------- | ---------------------------------------------------- | --------- | ------------------------------------------------------------------------------------------ |
| Arthur-Jules Bastien              | Soldat de 1re Classe | 369e régiment d’infanterie                           | 1892-1917 | Victime militaire, tué à l’ennemi (Aisne)                                                  |
| Fernand Bastien                   | Soldat de 2e classe  | 41e régiment d’infanterie, matricule 795             | 1895-1916 | Victime militaire, tué à l’ennemi (Sommes), combats de Lihons                              |
| Alcide Bienfait                   | Soldat de 2e classe  | 150e régiment d’infanterie, matricule 267            | 1891-1916 | Victime militaire, morts des suites de blessures (Ille-et-Vilaine))                        |
| Lucien Bienfait                   | Soldat de 2e classe  | 72e régiment d’infanterie, matricule 740             | 1894-1915 | Victime militaire, tué à l’ennemi (Marne)                                                  |
| Hermant Boisleux                  | ?                    | ?                                                    | ?         | ?                                                                                          |
| Léon-Jules Briand                 | Apprenti marin       | 2e régiment de marins.                               | 1894-1915 | Victime militaire, mort au champ d’honneur (Nieuport, Belgique)                            |
| Albert-Joseph Cassoret            | Soldat de 2e classe  | 107e bataillon de chasseurs à pied, matricule 122    | 1897-1917 | Victime militaire, tué à l’ennemi (Belgique)                                               |
| Jules-Emile-François Cléret       | Sergent              | 233e régiment d’infanterie, matricule 1418           | 1884-1915 | Victime militaire, morts des suites de blessures (Marne)                                   |
| Octave Crépel                     | ?                    | ?                                                    | ?         | ?                                                                                          |
| Alexandre-Joseph Darras           | Soldat de 2e classe  | 233e régiment d’infanterie, matricule 655            | 1885-1916 | Victime militaire, tué à l’ennemi (Meuse)                                                  |
| Jules-Pierre-François Darras      | ?                    | ?                                                    | 1887-1914 | Victime militaire, tué à l’ennemi (Marne)                                                  |
| Narcisse Darras                   | ?                    | ?                                                    | ?         | ?                                                                                          |
| Oscar Darras                      | Soldat de 2e classe  | 18e bataillon de chasseurs à pied, matricule 869     | 1893-1914 | Victime militaire, tué à l’ennemi (à la formation sanitaire de Biarritz)                   |
| Ulysse Darras                     | Soldat de 2e classe  | 138e régiment d’infanterie, matricule 1301           | 1884-1917 | Victime militaire, mort des suites d’intoxication au gaz asphyxiant (Marne)                |
| Gaston Dehay Dehay                | ?                    | ?                                                    | ?         | ?                                                                                          |
| Henri-Joseph Dehay                | Soldat de 2e classe  | 54e régiment d’infanterie, matricule 811             | 1895-1915 | Victime militaire, mort des suites de blessures (Marne)                                    |
| Marius Deltombe                   | Soldat de 2e classe  | 15e régiment d’artillerie                            | 1896-1916 | Victime militaire, tué à l’ennemi (Meuse)                                                  |
| Guislain-Joseph                   | Soldat de 2e classe  | 162e régiment d’infanterie, matricule 887            | 1893-1916 | Victime militaire, mort des suites de blessures (Meurthe-et-Moselle)                       |
| Guislain- Ulysse Deriencourt      | 2e canonnier         | 27e régiment d’artillerie, matricule 888             | 1893-1916 | Victime militaire, tué à l’ennemi (Somme)                                                  |
| Alfred Dransart                   | 2e canonnier         | 27e régiment d’artillerie, matricule 895             | 1893-1917 | Victime militaire, mort des suites de blessures                                            |
| Jean-Baptiste Dubois              | ?                    | ?                                                    | ?         | ?                                                                                          |
| Eugène-Adolphe DUVAL              | Soldat de 2e classe  | 233e régiment d’infanterie, matricule 408            | 1884-1916 | Victime militaire, tué à l’ennemi (Somme)                                                  |
| Edouard-René-Achille Flahaut      | 2e canonnier         | 3e régiment d’artillerie, matricule 806              | 1894-1916 | Victime militaire, mort des suites de blessures (Somme)                                    |
| Jules-Charlemagne Fourcy          | Canonnier            | 27e régiment d’artillerie, matricule 907             | 1893-1917 | Victime militaire, mort des suites de blessures (Aisne)                                    |
| Marcel-Maurice Fournier           | Soldat de 2e classe  | 110e régiment d’infanterie, matricule 808            | 1894-1916 | Victime militaire, tué à l’ennemi (Somme)                                                  |
| Alix Forment                      | ?                    | ?                                                    | ?         | ?                                                                                          |
| Camille Grard                     | Soldat de 2e classe  | 33e régiment d’infanterie, matricule 107             | 1882-1916 | Victime militaire, tué à l’ennemi (Meuse)                                                  |
| Francis Hacart                    | ?                    | ?                                                    | ?-1889    | ?                                                                                          |
| Jules Houriez                     | Soldat de 2e classe  | 119e régiment d’infanterie, matricule 700            | 1894-1915 | Victime militaire, tué à l’ennemi (Pas-de-Calais)                                          |
| Lucien-Alfred Houriez             | Maréchal des logis   | 241e régiment d’infanterie, matricule 930            | 1893-1918 | Victime militaire, mort des suites de maladie contractée en service (Thessalonique, Grèce) |
| Alexandre-François-Joseph Legrand | Sergent              | 233e régiment d’infanterie, matricule 1448           | 1884-1917 | Victime militaire, mort des suites de blessures (Belgique)                                 |
| Ernest Legrand                    | ?                    | ?                                                    | ?         | ?                                                                                          |
| Fernand Legrand                   | Soldat de 2e classe  | 162e régiment d’infanterie, matricule 356            | 1891-1914 | Victime militaire, tué à l’ennemi (Belgique)                                               |
| Hermant Legrand                   | Maître pointeur      | 15e régiment d’artillerie de campagne, matricule 610 | 1888-1916 | Victime militaire, mort des suites de blessures (Meuse), bataille de Verdun                |
| Jules Legrand                     | Soldat de 2e classe  | 1er régiment d’infanterie, matricule 93              | 1890-1915 | Victime militaire, tué à l’ennemi (Marne)                                                  |
| Jules Legrand                     | Soldat de 2e classe  | 107e régiment d’infanterie, matricule 5              | 1882-1915 | Victime militaire, tué à l’ennemi (Marne)                                                  |
| Julie Legrand                     | ?                    | ?                                                    | ?         | Victime civile                                                                             |
| Alexandre Lemaire                 | Soldat de 2e classe  | 338e régiment d’infanterie, matricule 138            | 1882-1915 | Victime militaire, tué à l’ennemi (Somme)                                                  |
| Henri Leterrier                   | Soldat de 2e classe  | 233e régiment d’infanterie, matricule 1396           | 1884-1916 | Victime militaire, tué à l’ennemi (Meuse)                                                  |
| Juliette Level                    | ?                    | ?                                                    | ?         | Victime civile                                                                             |
| François-Camille Level            | Soldat de 1re classe | 4e régiment d’infanterie, matricule 659              | 1892-1918 | Victime militaire, tué à l’ennemi (Marne)                                                  |
| Marius-Henri Nirdol               | Caporal              | 208e régiment d’infanterie, matricule 959            | 1893-1917 | Victime militaire, tué à l’ennemi (Aisne)                                                  |
| Alcide Pierrepont                 | Soldat de 2e classe  | 4e régiment d’infanterie, matricule 969              | 1893-1915 | Victime militaire, tué à l’ennemi (Meuse)                                                  |
| Julien Ravaux                     | Caporal              | 33e régiment d’infanterie, matricule 1048            | 1889-1915 | Victime militaire, tué à l’ennemi (Marne)                                                  |
| Ulysse Ravaux                     | Soldat de 2e classe  | 17e bataillon de chasseurs alpins, matricule 6238    | 1896-1918 | Victime militaire, mort des suites de blessures (Oise)                                     |
| ugust Richard                     | ?                    | ?                                                    | ?         | ?                                                                                          |
| François Vaast                    | Soldat de 2e classe  | 24e régiment d’infanterie, matricule 1063            | 1889-1914 | Victime militaire, tué à l’ennemi (Marne)                                                  |
| Arthur Verdière                   | ?                    | ?                                                    | ?         | ?                                                                                          |
- L'Agny Military Cemetery

Le cimetière militaire d'Agny a été inauguré par les troupes françaises et utilisé par les unités du Commonwealth et les ambulances de campagne de mars 1916 à juin 1917. Deux autres sépultures ont été faites en avril 1918 et en 1923-1924, 137 tombes ont été ramenées des champs de bataille à l'est d'Arras. Les 40 tombes françaises ont été transférées. Le cimetière militaire d'Agny contient 408 sépultures du Commonwealth de la Première Guerre mondiale, dont 118 non identifiées et cinq tombes allemandes. Le cimetière a été conçu par Sir Edwin Lutyens.
Listes des soldats inhumés au « Agny Military Cemetery »

#### ÉgliseSaint-Laurent
Ne doit pas être confondu avec Saint-Laurent-d'Agny.
 (février 2020).
L'ancienne église apparaît sur une vue des albums de Charles de Croy, entre 1605 et 1610. Une nouvelle église fut bâtie en 1764. Elle fut démolie pendant la Révolution Française puis reconstruite en 1823 et à nouveau détruite pendant le conflit 1914-1918. L'une des cloches fut récupérée par les armées alliées, notamment britanniques. Elle fut installée dans l'une des principales artères d'Arras et annonça aux Arrageois la victoire de 1918 et la fin des hostilités. Aujourd'hui, la cloche est installée dans les locaux de la mairie.
En entrant dans le bâtiment actuel, on remarque l'unique vitrail qui présente des soldats de la grande guerre, des femmes éplorées et un enfant agenouillé près d'une tombe. Dans le fond, on aperçoit l'ancienne église, en ruines. La partie inférieure comporte les noms des Agnynois morts pour la France pendant la « Grande Guerre ». En bas, à droite, apparaît le nom de l'artiste : J. Benoit, Nancy, 1931.

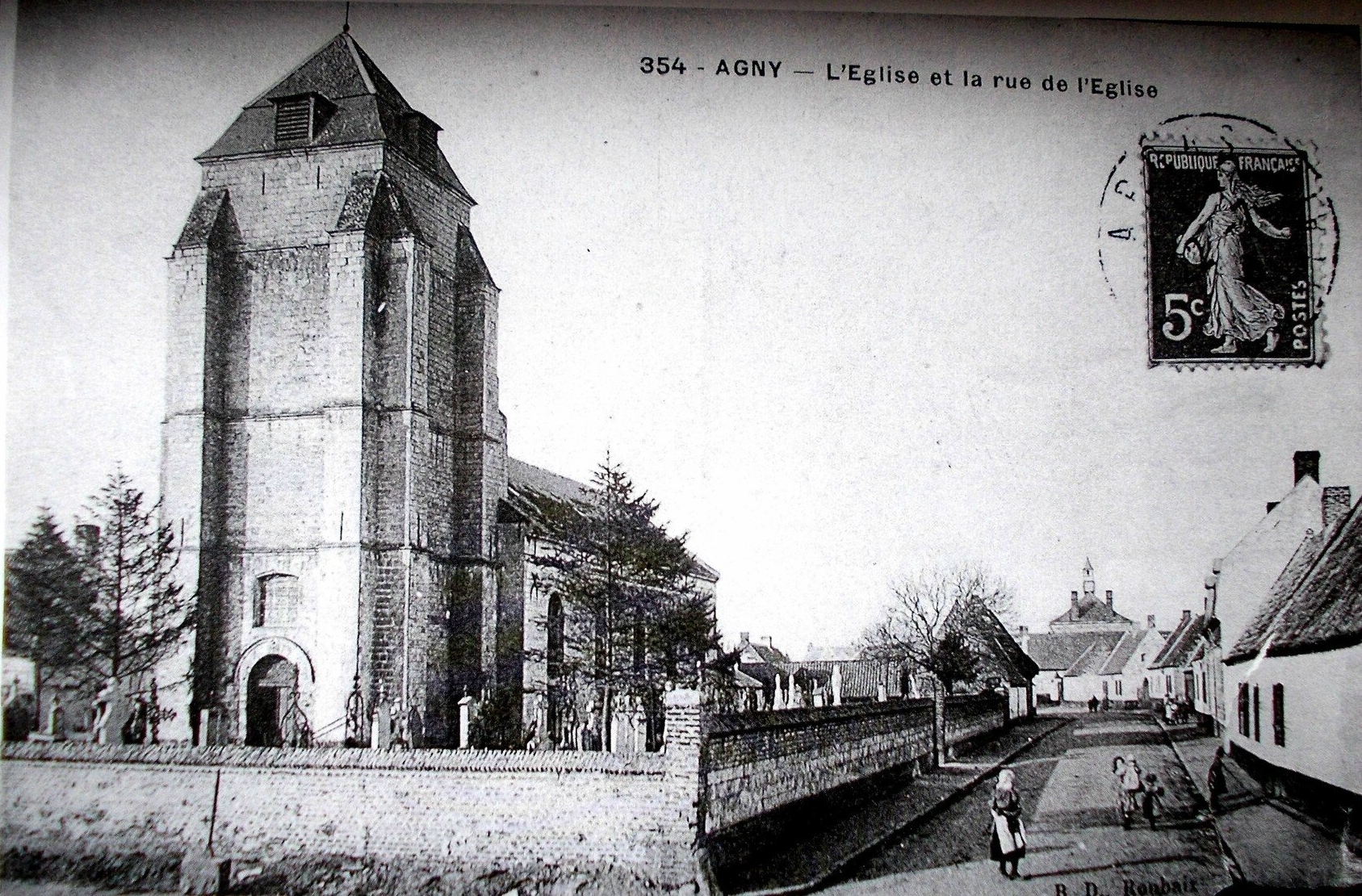
Carte postale de l'église avant 1914.
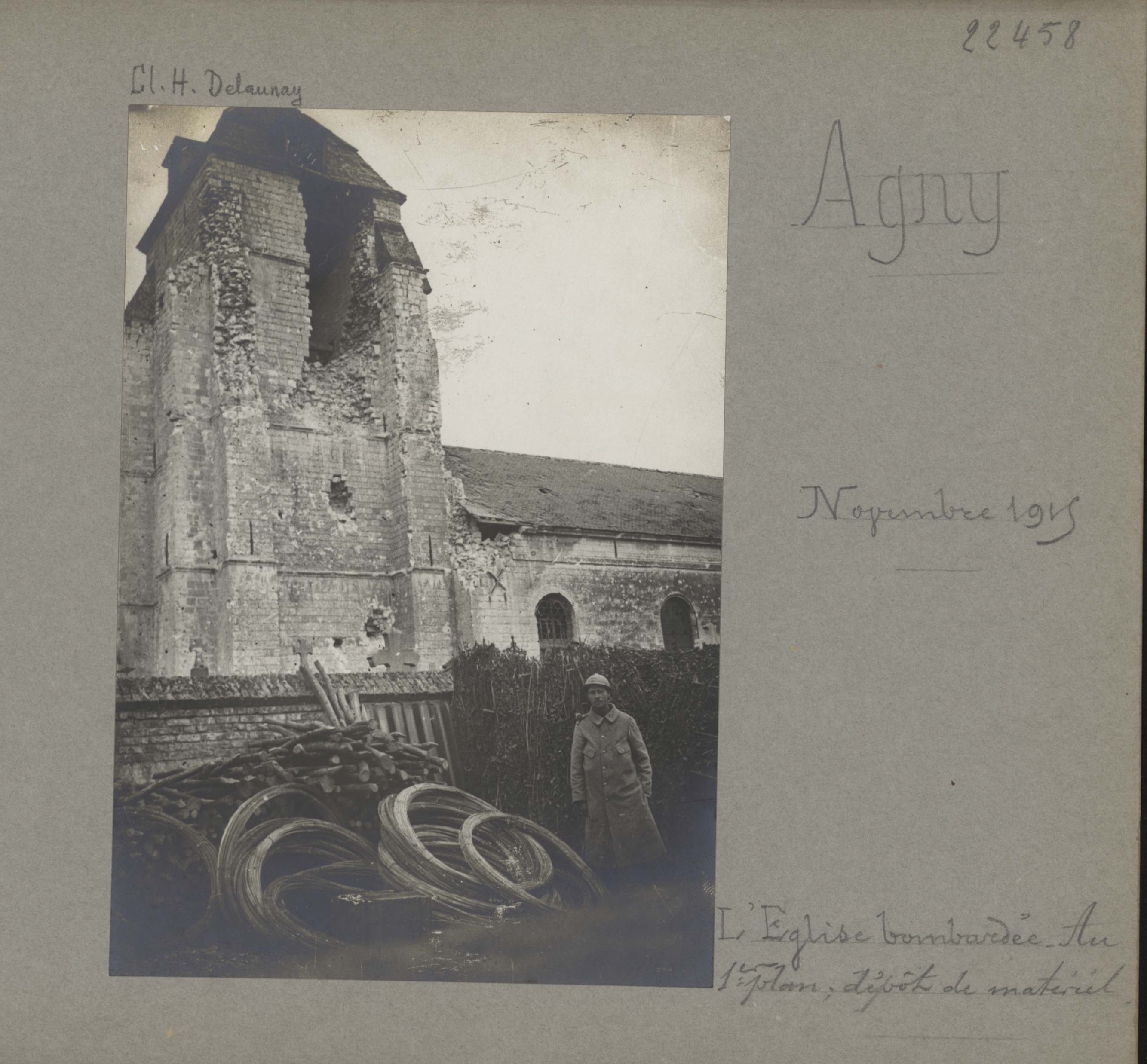
En 1915, l'église a déjà subi de nombreux bombardements.
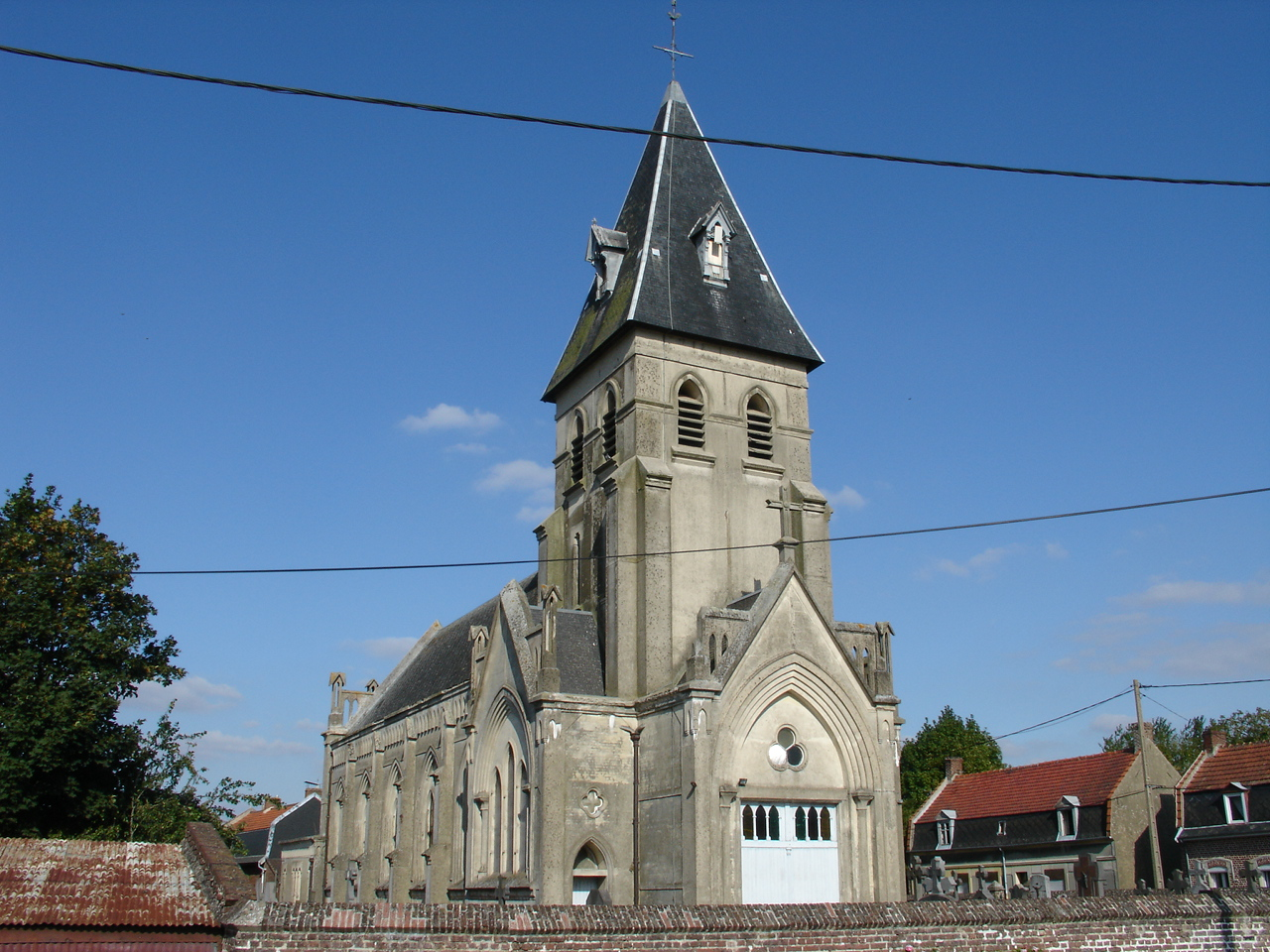
L'église actuelle reconstruite dans les années 1920.

### Les «niafs»
Le terme «gnaf» («gniaf») se retrouve dans plusieurs argots régionaux de France. Il est plutôt attribué de manière injurieuse ou méprisante aux cordonniers mauvais artisan ou faisant du mauvais ouvrage « Espèce de niaf ! » ou marque le mépris envers un niais (Musset 1929 tl, 1938 t4). Van Gennep note ce sobriquet de commune à Agny : « Agny lé niaff, pays des imbéciles » (1980 : 239). Dans le Bocage Bressuirais, « gnaf » est également le sobriquet du cochon, et «gnaf gnaf » est le bruit que fait entendre le cochon en mangeant Dans le Nord, « gnaffer » qualifie les aboiements étouffés du chien, les cris du chien blessé ou battu (Wartburg FEW Vil : 1). En Anjou, dans un récit de la tradition, des chiens poursuivent un savetier, qui s'est emparé de la dépouille d'un animal mort, en l'accompagnant de leurs aboiements : « gniafe ! gniafe ! ».

### Personnalités liées à la commune
- Philip Edward Thomas, poète, essayiste et romancier britannique, 1878-1917, enterré au Agny Military Cemetery. Philip Edward Thomas est généralement considéré comme un poète de guerre. En 1915, il s'enrôle dans l'armée britannique pour combattre lors de la Première Guerre mondiale et est tué au combat lors de la bataille d'Arras en 1917[58].
- Sir Edwin Lutyens, architecte britannique, 1869-1944, a conçu le Agny Military Cemetery[56].

### Héraldique
Au XVIe siècle, la seigneurie appartenait à un conseiller de Charles Quint, Jean Caullier. Elle fut ensuite acquise par la Maison de Hangests puis celle de Mailly.
Au XVIIIe siècle, Agny avait pour seigneur le comte de Guînes et de Souastre.
Les armoiries adoptées par la commune sont contre vairées d'or et d'azur. Une couronne murale à trois tours rappelle la monarchie et la croix de guerre 1914-1918 y est visible.
Elles sont flanquées d'œillette et de colza azur symbolisant le travail des maraîchers.
 « Contre-vairé d'or et d'azur. »

## Pour approfondir